# Aleksandr Lvov
Aleksandr Michajlovitsj Lvov (Russisch: Александр Михайлович Львов) (Leningrad, 27 januari 1972) is een Russisch autocoureur.

## Carrière
Lvov werd tweemaal kampioen in het Russian Touring Car Championship, in 2001 in een Opel Astra en in 2007 in een Honda Accord. In 2006 won hij de Super Production-klasse in de European Touring Car Cup in een Honda Civic op het Autódromo do Estoril.
In 2007 maakte Lvov zijn debuut in het World Touring Car Championship in een Honda Accord Euro R in het racewekeend op de Scandinavian Raceway naast zijn landgenoot Andrej Smetski voor het team Golden Motors. In 2008 nam hij deel aan de raceweekenden op het Circuit Ricardo Tormo Valencia en het Automotodrom Brno, waarbij een zestiende plaats in de tweede race in Valencia zijn beste resultaat was.